# Абрамович, Дмитрий Владимирович
Дмитрий Владимирович Абрамович (род. 30 октября 1982 года, Красноярск) — российский бобслеист, член сборной России по бобслею, трёхкратный чемпион России (2008 и 2009 — двойки и 2009 — четвёрки), победитель Кубка России (2004 — четвёрки).

## Карьера
Дмитрий Абрамович участвует в официальных соревнованиях по бобслею с 2002 года. Победитель (четвёрка — 2004), серебряный (двойка — 2004) и бронзовый (четвёрка — 2001, 2005) призёр Кубков России.
На международных соревнованиях взрослого уровня дебютировал в 2006 году. Одержал несколько побед на этапах Кубка Европы.
Лучшее достижение на этапах Кубка мира — 2 место в четвёрках (Парк-Сити, ноябрь 2009), в общем зачёте — 10 место в четвёрках (сезон 2007/2008). Лучшее достижение на чемпионатах мира — 5 место в четвёрках (2009), восьмое место в двойках (2007 и 2009).
На Олимпиаде-2010 в Ванкувере экипаж Дмитрия Абрамовича занял 7 место в двойках и 9 место в четвёрках.